# Formato radiofonico
Un formato radiofonico (o format radiofonico e format radio) è un insieme di elementi atti a comporre e "configurare" un programma di intrattenimento o di informazione radiofonico.

## Nascita ed evoluzione
Nato originariamente a quasi esclusivo beneficio del media televisivo, il termine "format" è stato recentemente acquisito anche dal linguaggio radiofonico, settore in cui si differenzia da quello tv, stanti le diverse peculiarità del mezzo. 
In pratica, un format radio, consiste nell'idea di fondo (es.: un "format" di gossip) e nell'elaborata costruzione temporale del medesimo.
In radiofonia, il termine "format" - a differenza che per la tv - non può prescindere dal cosiddetto "clock" orario (insieme dei parametri che configurano la trasmissione radiofonica con musica, pubblicità, ecc.), dovendo tener conto di tutti gli "inserimenti" che il palinsesto prevede in un determinato momento della giornata. 
La principale differenziazione fra i format televisivi e quelli radiofonici è costituita dalla tempistica di programmazione, profondamente diversa fra i due mezzi. I programmi televisivi hanno intervalli più lunghi, contrariamente a quelli radiofonici, che hanno intervalli molto più brevi, della durata di una sola canzone. 
Un format radiofonico non si limita - come in tv - a delineare idea di fondo, location, conduttore e contorni generali del programma, ma deve viceversa entrare nel merito della composizione del palinsesto della radio a volte minuto per minuto, per mantenere in sintonia il maggior numero di ascoltatori per il tempo più lungo possibile. Obiettivo che - invece - in tv può essere raggiunto anche solo programmando un buon film.
In inglese l'espressione radio format o programming format descrive il tema generale della programmazione di un'emittente radio, ad esempio musica, notizie, sport, meteo.

## Tipi di formati radiofonici
I formati radiofonici comuni includono:
- Notizie, discorsi e sport: queste stazioni offrono notizie e conversazioni, anziché musica. In genere annunciano notizie locali, regionali e nazionali insieme alle notizie sportive. Pubblicano anche aggiornamenti regolari sul traffico.
- Paese: le stazioni nazionali riproducono un mix di successi recenti e brani classici del loro genere.
- Contemporaneo: le stazioni contemporanee di solito si concentrano sui primi 40 successi del momento, tra cui musica pop, hip-hop e altro ancora. Queste stazioni si rivolgono a un pubblico più giovane, come gli adolescenti.
- Rock e alternative: il rock classico è uno dei formati più popolari. Le stazioni rock e alternative riproducono un mix di rock moderno, rock classico, punk e musica metal.
- Urbano: le stazioni urbane, spesso denominate stazioni rhythm and blues (R&B), tendono a soddisfare un pubblico più giovane. Evidenziano artisti di R&B, soul, hip-hop e rap.
- Classica: la musica classica è solitamente rivolta a un pubblico più anziano. Presentano opere di compositori come Beethoven, Chopin e Bach.
- Religioso: dalla musica incentrata sui giovani ai talk radiofonici, queste stazioni mettono in risalto i contenuti spirituali.
- Nostalgia: formati che estraggono contenuti da un decennio o un arco di anni specifico. Ad esempio, le vecchie stazioni possono concentrarsi sugli anni '50 e '60; le stazioni di successi classici avrebbero riprodotto i migliori brani degli anni '70, '80 e '90.
- College: molti college e università hanno le proprie stazioni radio, con musica di artisti emergenti. Gestite da volontari, queste stazioni tendono ad avere gamme di trasmissione più piccole. Tendono a un pubblico di nicchia, come gli studenti universitari di quella particolare università.